# Fernando Sucre
Fernando Sucre az amerikai Szökés című sorozat egyik főszereplője, akit Amaury Nolasco alakít. A sorozat első évadának első epizódjában találkozunk vele először, mint Michael Scofield cellatársa a Fox Riverben. Sucre Puerto Ricóban született, de Chicagóban nőtt fel, ahol többször is összetűzésbe keveredett a törvénnyel. Többrendbeli rablásért került rácsok mögé.

## Háttér
Sucre Puerto Rico-i állampolgár, többrendbeli rablásért került rácsok mögé. Sucrénak van egy szép menyasszonya, Maricruz Delgado és két unokatestvére: Manche Sanchez (aki szintén a Fox Riverbe kerül) és Hector Ávila. Sucre azért került a Fox Riverbe, mert nem volt pénze Maricruznak jegygyűrűt venni, így kétszer is kirabolt egy boltot. Saját unokatestvére, Hector adta fel a rendőröknek, mert irigyelte tőle Maricruzt.

## Szerepek
Sucre az első évad óta főszereplője a sorozatnak. Mindegyik részben szerepelt, kivéve a második évadbeli Nyolcból egyet, a Temetetlen múltat, a Név nélkült, a Chicagót és a harmadik évadbeli Zsarolási hadjáratot.

### 1. évad
Sucrét Michael cellatársaként ismerhetjük meg a legelső részben. Jó cellatárshoz illően körbevezeti őt a börtönben és ismerteti vele a szabályokat. Miután Michael leteszteli, hogy megbízhat-e benne, őt is beveszi a csapatba, mert szüksége van rá a tervében, hogy fedezze őt és a segítségére legyen. Sucre először ellenzi Michael tervét, de amikor megtudja, hogy Maricruz elhagyta Hector miatt, elhatározza: ő is kijut.
Az egész évadban szorgalmasan dolgozik azért, hogy megszökhessen. Először lázadást szítanak a részlegükben, hogy karanténba kerüljenek, ezáltal megszűnik a létszámellenőrzés, így nyugodtan tudnak ásni a cellájukban. Miután áttörik a falat, bejutnak az egész börtönt behálózó csatornarendszerbe, ahonnan könnyedén eljuthatnak bárhová a börtönön belül. Egy alkalommal Sucre még magánzárkába is kerül, mert éjszaka elkapták az udvaron, miközben megmentette a csapatot a lebukástól. Nem sokkal a szökés előtt megtudja, hogy szerelme, Maricruz terhes, méghozzá tőle.
Mikor eljön a szökés ideje, sikeresen kijut 7 rabtársával a börtönből. A börtönt behálózó csatornából, az elmegyógyintézeten keresztül eljutnak az orvosi rendelőig, majd egy vezetéken keresztül át a falak túloldalára. Nem sok előnyük van, mert kutyás fegyőrök üldözik őket. Egy erdőn keresztül eljutnak egy furgonig, ahol 2 szökevénytársuktól is megválnak, majd elindulnak a reptér felé, ahol Abruzzi, a maffiavezér repülőgépe vár rájuk. Azonban a repülőgép nélkülük száll fel, mert megijed a környéken hemzsegő rendőrautók láttán, így Sucre és társai gyalog kényszerülnek menekülni a mögöttük csaholó kutyák elől.

### 2. évad
Miután a szökevények lerázzák az őket üldöző rendőröket, Sucre különválik, majd Las Vegasba indul, hogy megakadályozza Maricruz és Hector esküvőjét. Ez nem sikerül neki, mert Maricruz helyett Hectort találja meg, aki ismét ráhívja a rendőrséget, így menekülni kényszerül. Ezek után Westmoreland pénze után ered, a Utah állambeli Toolee városba. Útközben találkozik Golyóval, aki segít neki eljutni Michaelékhez, akik már javában ásnak. Sucre végül lenyúlja a pénzt, de ez csak egy álcázó terv, melyet Michaellel közösen dolgoztak ki. Azonban kiderül, hogy rossz hátizsákot hozott el, az eredeti, benne az 5 millióval, Zsebesnél van. Miután Michael megmenti az életét, ismét különválik tőle, mert megtudja, hogy Maricruz elhagyta Hectort.
Maricruz után ered, ám a lány már nincs az Államokban, így kénytelen a mexikói Ixtapába menni, ahol egy találkozót beszélt meg a lánnyal. Mikor a bonyodalmas út után ismét összejön a lánnyal, Bellick tűnik fel, elrabolja Maricruzt és megzsarolja Sucrét: segítsen megszerezni a Panamában lévő Zsebestől a pénzt, cserébe elárulja, hova van bezárva a lány. Így Sucre Panamába megy Bellickkel, majd Michael is csatlakozik hozzájuk, ám az események rosszul végződnek számára: miután Zsebest elfogták, egy csavarhúzóval megszúrja Sucre vállát, aki emiatt kórházba kerül. Utoljára akkor látjuk az évadban, amikor kijön a kórházból és Bellick után indul, de a sérülése következtében szerzett vérveszteség miatt összeesik az utcán.

### 3. évad
Sucre állapota javul, így egy pisztolyt vásárol és a panamai börtönbe, a Sonába megy Bellicket megzsarolni, akit időközben bezártak oda. A volt őr elmondja, Maricruznak semmi baja, csak megfenyegette, hogy tűnjön el, aki emiatt visszautazott Amerikába. Bellick tudta, hogy Sucre nem fogja tudni ellenőrizni, hogy Maricruz tényleg fogságban van-e, ezért kihasználta a helyzetet. Később Sucre telefonon beszél Maricruzzal és közli vele, hogy egyelőre nem tud visszamenni az Államokba, mert ott még körözik és nem szeretné bajba sodorni vele szerelmét. Ez után összefut Lincolnnal és a segítségére siet, hogy kihozzák Michaelt a Sonából. A Sona halott sírásójának helyére állva, Sucre segít megszöktetni Michaelt és Whistlert. Csakhogy, miközben azok megszöknek a börtönből, a hatóságok rájönnek Sucre kilétére, majd miután jól megverik és megkínozzák, bezárják a Sonába bűnrészesség miatt, mert nem árulja el, merre van Michael Scofield és a többi szökevény.

### 4. évad
Egy hónap múlva, Sucre és Bellick kijutnak a Sonából, miután egy Zsebes vezette lázadás során a börtön leég. Bellick anyja veszi fel őket a mexikói határnál, ahonnan egy kórházba mennek, meglátogatni Sucre nemrég született kislányát, Lilah Maria Sucrét. Ám a kórháznál letartóztatják őket, majd Chicagóba kerülnek, ahol csatlakoznak Michaelékhez, a CÉG lebuktatására létrehozott csapathoz.
A következő részekben segít Michaeléknek lemásolni a merevlemezeket, melyek a CÉG számára nagyon fontos Scylla adatait tartalmazzák szétszórva. Egyik alkalommal Las Vegasba mennek, ahol Sucre meglepő ajánlatot kap: 1000 dollár az övé, ha lefekszik egy milliomos (aki az ötödik merevlemeztulajdonos) bombázó feleségével, mivel a férfi nemzőképtelen. Az nem derül ki, hogy Sucre végül lefeküdt-e a nővel.
Az utolsó merevlemez megszerzése közben (amit nem sikerül megszerezniük) a CÉG bérgyilkosa, Wyatt meglövi Sucrét, de Sara sikeresen kioperálja belőle a golyót és ellátja a sebét. Később a csapat folytatja a Scylla utáni hajtóvadászatot a GATE nevű cég alatt. Nem várt akadályba ütköznek, amikor át kell hatolniuk egy csövön, amin rengeteg víz ömlik át. Sucre itt veszi észre Michael fokozódó rosszullétét, ami miatt átveszi tőle a munkát. Bellick feláldozza magát, hogy a csapat el tudjon jutni a Scyllához, ami nagyon megviseli Sucrét. Egyik alkalommal nem tud parancsolni indulatainak és rátámad Selfre, mert az ügynök szinte semmibe veszi Bellick halálát. Később Lincolnnal újra lemennek a GATE alatti alagútba, ahol Sucre rálép egy JZ33-taposóaknára.
Sikerül megmenekülnie, miután Mahone kideríti a szerkezet hatástalanításának módját. Ezután áttörik a falat, mely mögött a Scylla van és Sucre segítségével egy hidat építenek a mozgás-és hangérzékelőkkel teli helyiség fölé, majd eljutnak a Scyllához. Azonban működésbe lépnek a biztonsági kamerák, ezért Kratz tábornok érkezik a helyszínre, de a fiúk megzsarolják a lányával, Lisával, akit Sara tart sakkban. Miután kijutnak az épületből, átadják a Scyllát Self-nek, de kiderül, hogy az ügynök végig átverte őket és valójában azért kellett neki a Scylla, hogy eladja jó pénzért. Ezek után Sucre és társai menekülni kényszerülnek a nemzetbiztonság és a CÉG elől, majd megpróbálják visszaszerezni a Scyllát. Ez nem sikerül nekik, végül Sucre úgy dönt, hogy kiszáll és visszatér az Államokba szerelméhez és kislányához, hogy normálisan élhesse az életét. Később Chicagóban Sucre találkozik C-Note-al, aki közli, hogy ha eljutnak Michael-ékhez és közösen megszerzik a Scyllát, szabadok lehetnek örökre.
Kellerman felkereste C-Note-ot és elmondta, hogy a Scylláért cserébe minden szökevényt felmentenek az ENSZ intézkedése alapján. Sucre és C-Note elmennek Miami-ba, ahol csapdába csalják, majd vallatni kezdik T-Bag-et Krantz tábornok hollétéről. Épp időben érkeznek a hotelbe és mentik meg Michael-ék életét a tábornoktól. Ezt követően átadják a Scyllát Kellerman-nak, aki eljuttatja az ENSZ-hez, felmentve ezzel minden szökevényt.
4 évvel később Sucre, Linc, Sara, Mahone és Michael jr. Michael sírjánál emlékeznek meg róla, aki annyit tett értük, így végül elnyerték a szabadságot. Sucre és Maricruz kislányukat, Lilah Mariah Sucre-t nevelik jelenleg...